# Volha
Volha (rusky Волга (Volga), tatarsky İdel, İdil nebo İtil, mordvinsky Рав) je veletok, největší řeka Evropy. Protéká zhruba od severozápadu na jihovýchod evropskou částí Ruska a ústí do Kaspického moře. S délkou 3 534 km a průměrným průtokem 8000 m³/s je to nejdelší a nejvodnatější řeka Evropy, a vůbec největší řeka na světě, která nemá odtok do světového oceánu.
Na Volze bylo vybudováno několik velkých přehrad a plavební kanály ji spojují s Baltským, Bílým, Azovským i Černým mořem. Před stavbou přehrad činila její délka 3690 km. Plocha povodí je 1 380 000 km². Volha má velmi malý spád, v průměru jen 0,07 promile. Celkové převýšení od pramene k ústí činí pouze 256 metrů. Řeka má symbolický význam v ruské kultuře a Rusy je označována jako Matka Volha.

## Průběh toku
Tok Volhy lze rozčlenit několika způsoby. Tradičně se Povolží z historicko-geografického hlediska obvykle dělí na
- Horní – od pramene k ústí Oky – historicky jedna z jádrových oblastí Ruska (Moskevská Rus)
- Střední – od ústí Oky k ústí Kamy, resp. k hrázi Kujbyševské nádrže – zde se nacházejí čtyři povolžské republiky Marijsko, Mordvinsko, Čuvašsko a Tatarstán
- Dolní – od ústí Kamy k ústí do Kaspického moře – stepní oblast kulturně na přechodu z Evropy do Střední Asie

Z geografického hlediska je účelnější rozdělit horní tok ještě na úseky nad a pod Rybinskou nádrží. Z hlediska hydrologického tvoří horní tok na Volze pouze nepatrný úsek ve Valdajské vrchovině nad jezerem Stěrž.

### Horní tok

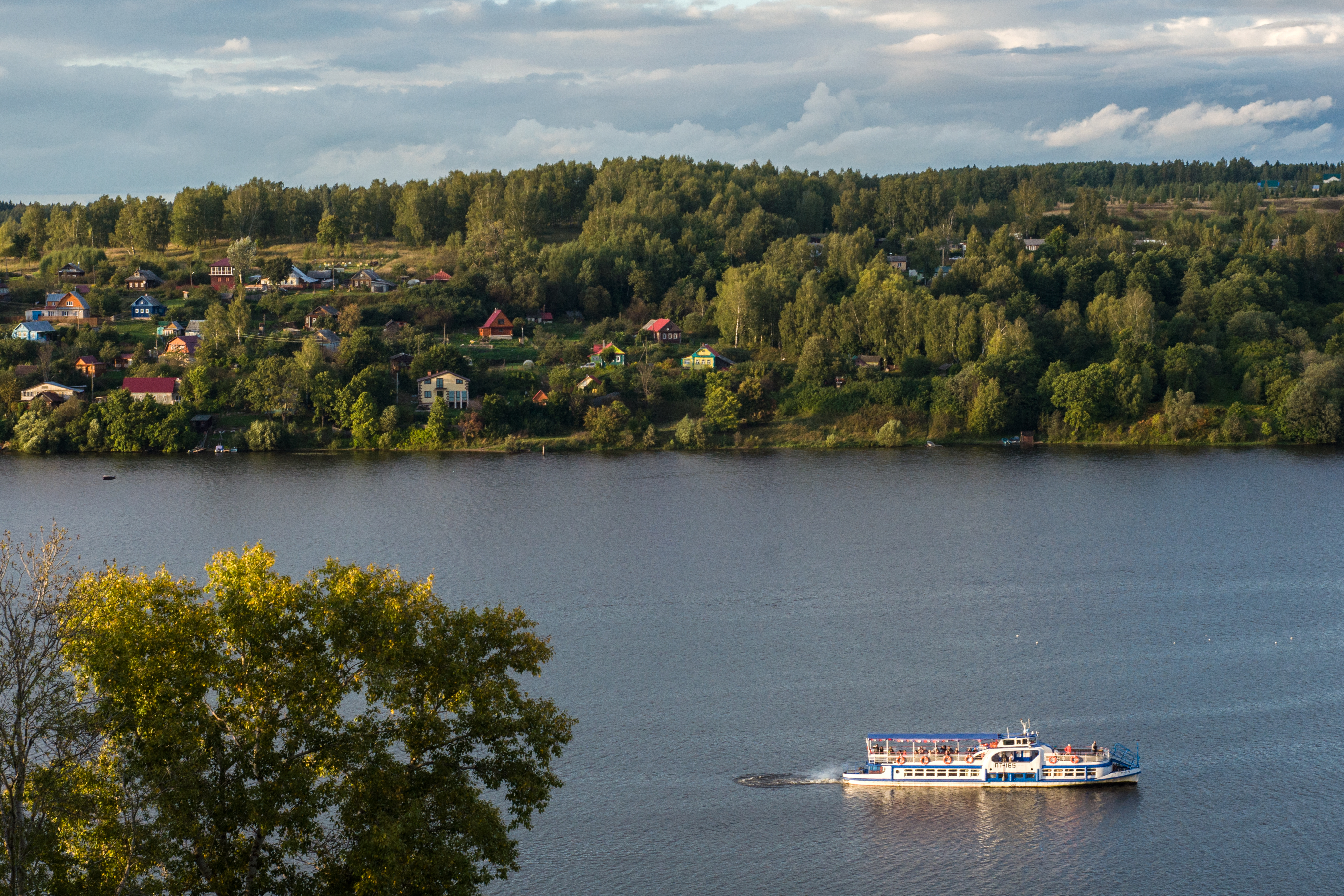
Volha v Ivanovské oblasti

Volha pramení severozápadně od Moskvy ve Valdajské vrchovině u vesnice Volgo-Verchovje v Tverské oblasti v nadmořské výšce 228 m. Na horním toku protéká přes několik nevelkých jezer (Verchit, Stěrž, Vselug, Peno, Volgo). Při odtoku z posledního z nich byla vybudována Hornovolžská přehrada. Poté řeka ze severu obtéká Moskvu a teče zhruba na východ, protéká historickým městem Tver, městem Dubna se známým Ústavem jaderných výzkumů, kde začíná Moskevský průplav, spojující řeku s Moskvou. Mezi Tverem a Rybinskem byly vybudovány tři přehrady. Jsou to Volžská s hrází a vodní elektrárnou u Ivankova, Ugličská s hrází a Ugličskou vodní elektrárnou u Ugliče a Rybinská s hrází a Rybinskou vodní elektrárnou u Rybinsku. Do ní ústí Volžsko-baltský kanál, který ji spojuje s Baltským mořem.
Mezi městy Rybinsk a Jaroslavl a pod Kostromou protéká v úzké dolině mezi vysokými břehy, přičemž protíná Ugličsko-danplovskou a Galičsko-čuchlomskou vrchovinu. Dále pak pokračuje přes Unženskou a Balachninskou nížinu. U Gorodce nad Nižním Novgorodem byla vybudována hráz a Nižněnovgorodská vodní elektrárna Gorkovské přehrady.

### Střední tok

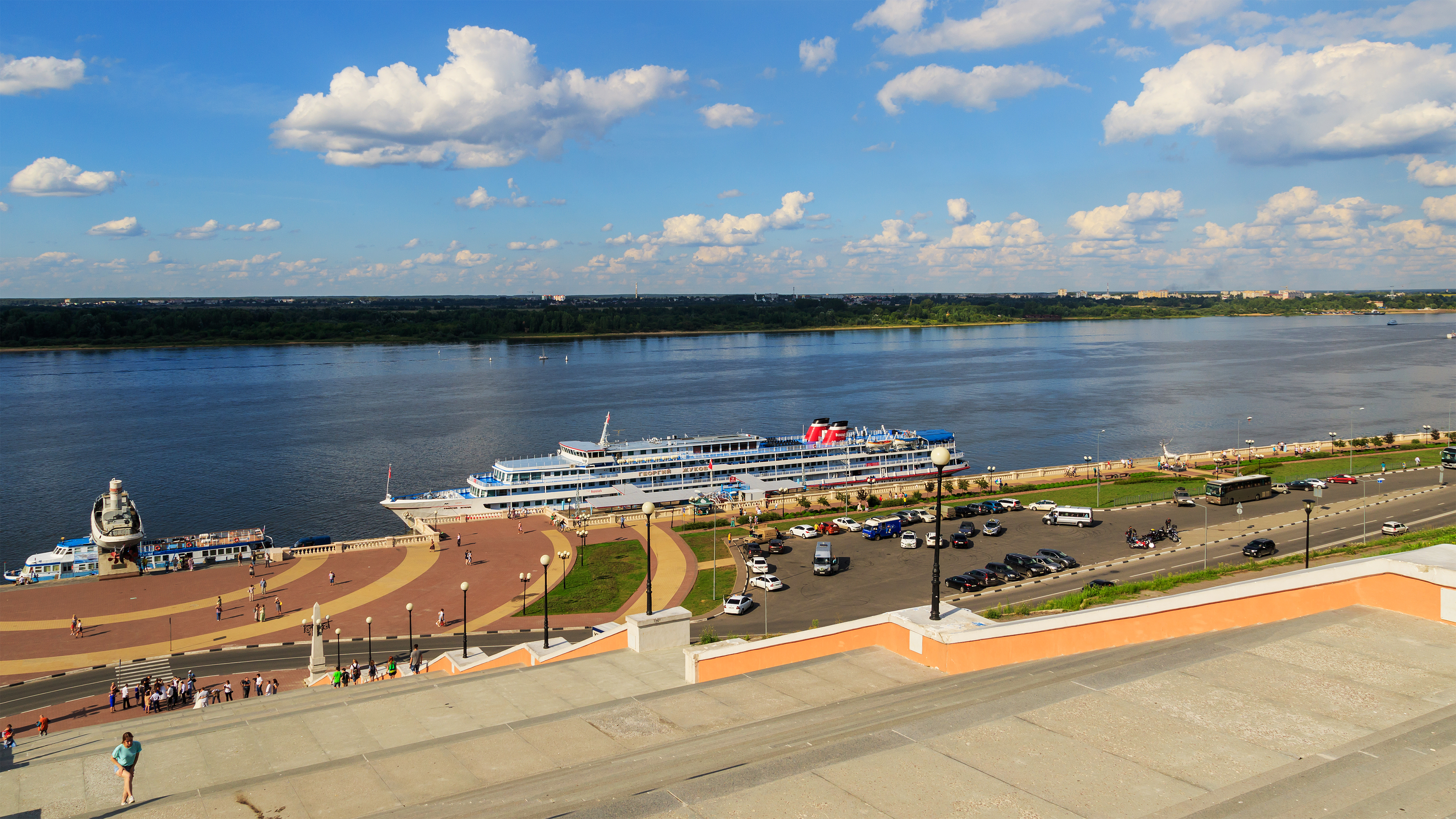
Řeka Volha v Nižním Novgorodě

Pod soutokem s Okou je řeka ještě mnohem vodnější. Protéká podél severního okraje Povolžské vrchoviny. Pravý břeh je v těchto místech vysoký, zatímco levý je nízký. U Čeboksar byla vybudována hráz a vodní elektrárna Čeboksarské přehrady. Největšími přítoky tohoto úseku jsou zprava Sura a zleva Vetluga.

### Dolní tok
Na dolním toku pod ústím největšího přítoku Kamy se již stává mohutnou řekou. Protéká postupně Povolžskou vrchovinou a u hlavního města Tatarstánu Kazaně se řeka stáčí na jih. U Togliatti se známou automobilkou nad Samarskou lukou, kterou vytváří, když obtéká Žiguljovské hory byla vybudována hráz a Žiguljovská vodní elektrárna Kujbyševské přehrady, jejíž vzdutí dosahuje délky 550 km. Je největší v Evropě a zasahuje i tok Kamy. Na břehu leží i město Uljanovsk. U města Balakovo pak následuje hráz a vodní elektrárna Saratovské přehrady. Zde při ústí stejnojmenné řeky leží město Samara a při dalším toku Volhy v okolí měst Marx a Engels sídlili němečtí kolonisté – tzv. povolžští Němci, za 2. světové války přesídlení na Sibiř. Přítoky na tomto úseku jsou již mnohem méně vodné. Na západním břehu naproti městu Engels leží Saratov, kam dosahuje vzdutí 600 km dlouhé Volgogradská přehradní nádrže. Nádrž vznikla zadržením vody na přehradě Volžské vodní elektrárny, která byla v době uvedení do provozu v roce 1960 nejvýkonnější vodní elektrárna na světě a je nejvýkonnější na Volze. Pod přehradou leží město Volgograd, kde se odehrála jedna z rozhodujících bitev 2. světové války, bitva u Stalingradu. Ve vzdálenosti 21 km nad městem se odděluje první východní rameno Achtuba, která po 537 km ústí do Kaspického moře. O něco níže ústí 100 km dlouhý Volžsko-donský průplav, který spojuje Volhu se západnějším Donem a tak i s Azovským mořem; na volžské straně překonává výškový rozdíl 88 m, na donské straně 44 m.

### Delta
Vlastní delta Volhy začíná ve vzdálenosti 46 km severně od Astrachaně, asi 100 km od ústí řeky, kde se odděluje rameno Buzan. Celkem je v deltě téměř 500 ramen, průtoků a mělkých říček. Deltou se vlévá do Kaspického moře, přičemž ústí leží 28 m pod úrovní světového oceánu, takže celkový spád činí 256 m. Obrovské území delty, která je jednou z největších v Rusku, je významným hnízdištěm stěhovavých ptáků a přírodní rezervací. Astrachaň je také střediskem výroby kaviáru.

### Přítoky
Celkem má asi 200 přítoků. Levých je mnohem více a jsou vodnější než pravé. Na dolním toku pod Kamyšinem již žádné přítoky nepřijímá.
- horní tok – Seližarovka, Tverca, Mologa, Šeksna, Unža
- střední tok – Oka, Sura, Vetluga, Svijaga
- dolní tok – Kama, Samara, Velký Irgiz, Jeruslan
- delta (ramena) – Bachtěmir, Kamyzjak, Stará Volha, Bolda, Buzan, Achtuba

## Vodní režim
Základními zdroji vody jsou sněhové srážky (60 %), podzemní vody (30 %) a dešťové srážky (10 %). Přirozený režim je charakterizovaný jarním vzestupem hladiny (duben až červen), malou vodnost v létě a v zimě a dešti způsobující povodně na podzim (říjen). Roční kolísání úrovně hladiny před postavením kaskády přehrad dosahovalo u Tveru 11 m, pod ústím Kamy 15 až 17 m a u Astrachaně 3 m. Po zregulování toku se kolísání prudce snížilo. Nárůst průtoku až k Volgogradu zachycuje tabulka:
| místo                 | vzdálenost od ústí | velikost povodí | průměrný roční průtok |
| --------------------- | ------------------ | --------------- | --------------------- |
| Hornovolžská přehrada |                    |                 | 29 m³/s               |
| Tver                  |                    |                 | 182 m³/s              |
| Jaroslavl             |                    |                 | 1110 m³/s             |
| Nižnij Novgorod       |                    |                 | 2970 m³/s             |
| Samara                |                    |                 | 7720 m³/s             |
| Volgograd             |                    |                 | 8060 m³/s             |

Pod Volgogradem ztrácí přibližně 2 % v důsledku vypařování. Maximální průtoky vody pod ústím Kamy v minulosti dosahovaly 67 000 m³/s a u Volgogradu v důsledku rozlití do úvalu nepřevyšovaly 52 000 m³/s. Po regulaci toku se nejvyšší hodnoty průtoků snížily a nejnižší hodnoty se naopak zvýšily. Vodní bilance řeky nad Volgogradem za dlouhé období zachycuje tabulka:
| proces | mm  | km³ |
| ------ | --- | --- |
| srážky | 662 | 900 |
| odtok  | 187 | 254 |
| odpar  | 475 | 646 |

Před postavením přehrad řeka k ústí přinesla za rok přibližně 25 Mt nánosů a 40 až 50 Mt rozpuštěných minerálních látek. Teplota vody uprostřed léta v červenci dosahuje 20 až 25 °С. Rozmrzá u Astrachaně v polovině března, na horním toku a pod Kamyšinem v první polovině dubna a uprostřed dubna na zbývajícím toku. Zamrzá na horním a středním toku na konci listopadu a na dolním toku na začátku prosince. Bez ledu tak zůstává přibližně 200 dní a u Astrachaně 260 dní. Po postavení přehrad se změnil teplotní režim řeky, na horním toku se prodloužila doba, kdy je řeka zamrzlá a na dolním toku se naopak tato doba zkrátila.

## Využití

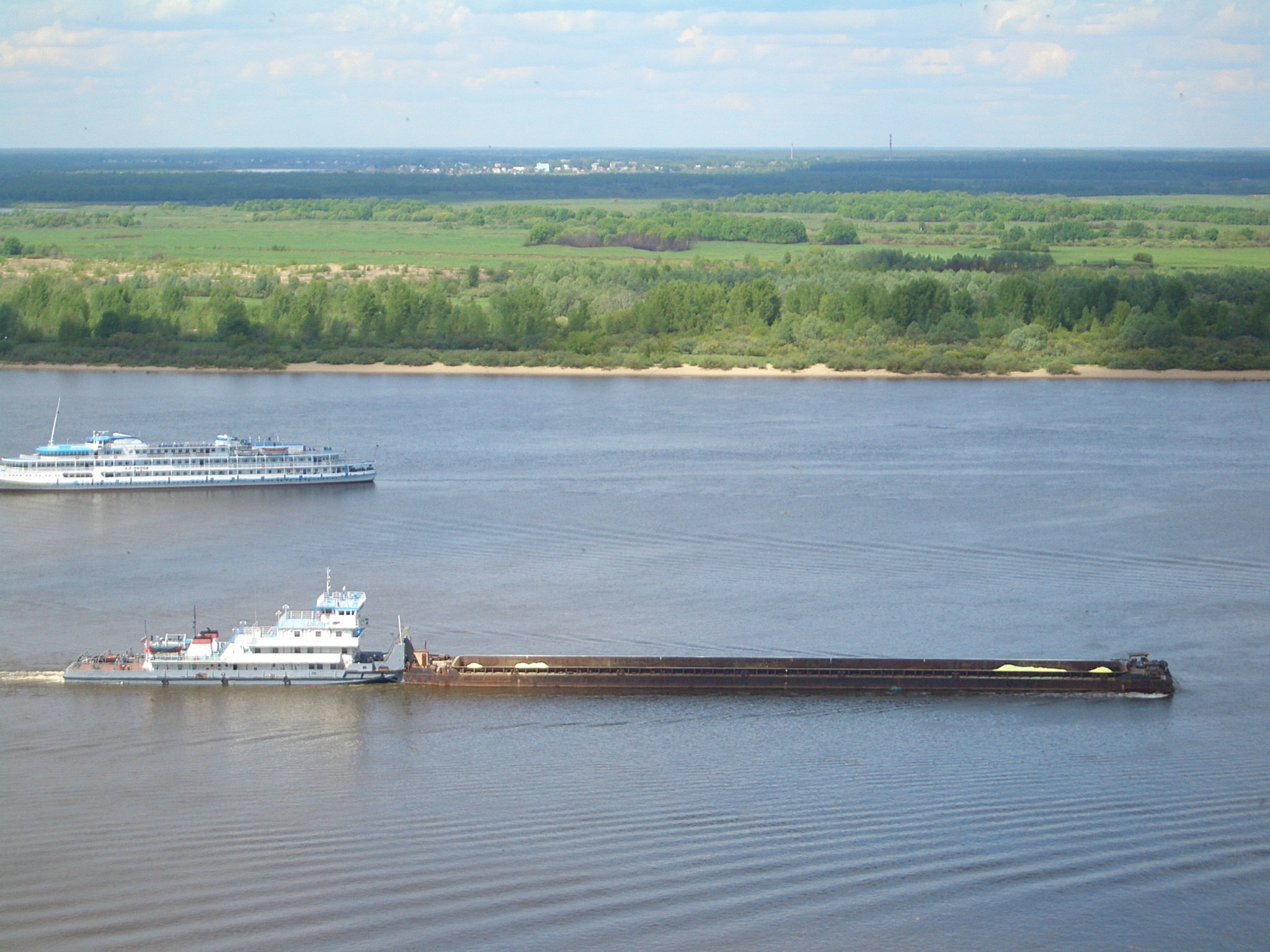
Vodní doprava

### Energetika
Od 30. let 20. století je řeka využívána pro potřeby energetiky. Tento význam vzrostl s výstavbou přehrad a vodních elektráren v rámci Volžsko-kamské kaskády.
Přehrady a hydroelektrárny na Volze:
- Volžská (Ivankovská) přehrada
- Ugličská přehrada
- Rybinská přehrada
- Gorkovská přehradní nádrž (dle dřívějšího názvu Nižního Novgorodu)
- Čeboksarská přehrada
- Kujbyševská přehrada (největší – 6450 km²)
- Saratovská přehrada
- Volgogradská přehrada

Celková plocha zatopená volžskými přehradami přesahuje 20 000 km².

### Vodní kanály
Řeka je spojena s okolními říčními systémy prostřednictvím vodních kanálů.
- s Baltským mořem
  - Volžsko-baltská vodní cesta
  - Mariinský kanál
  - Vyšněvolocký kanál
  - Tichvinský kanál
- s Bílým mořem
  - Severodvinský kanál
  - Bělomořsko-baltský kanál
- s Azovským a s Černým mořem
  - Volžsko-donský průplav

Plánované spojení s řekou Ural (Volžsko-uralský kanál) nebylo realizováno.

### Města na Volze

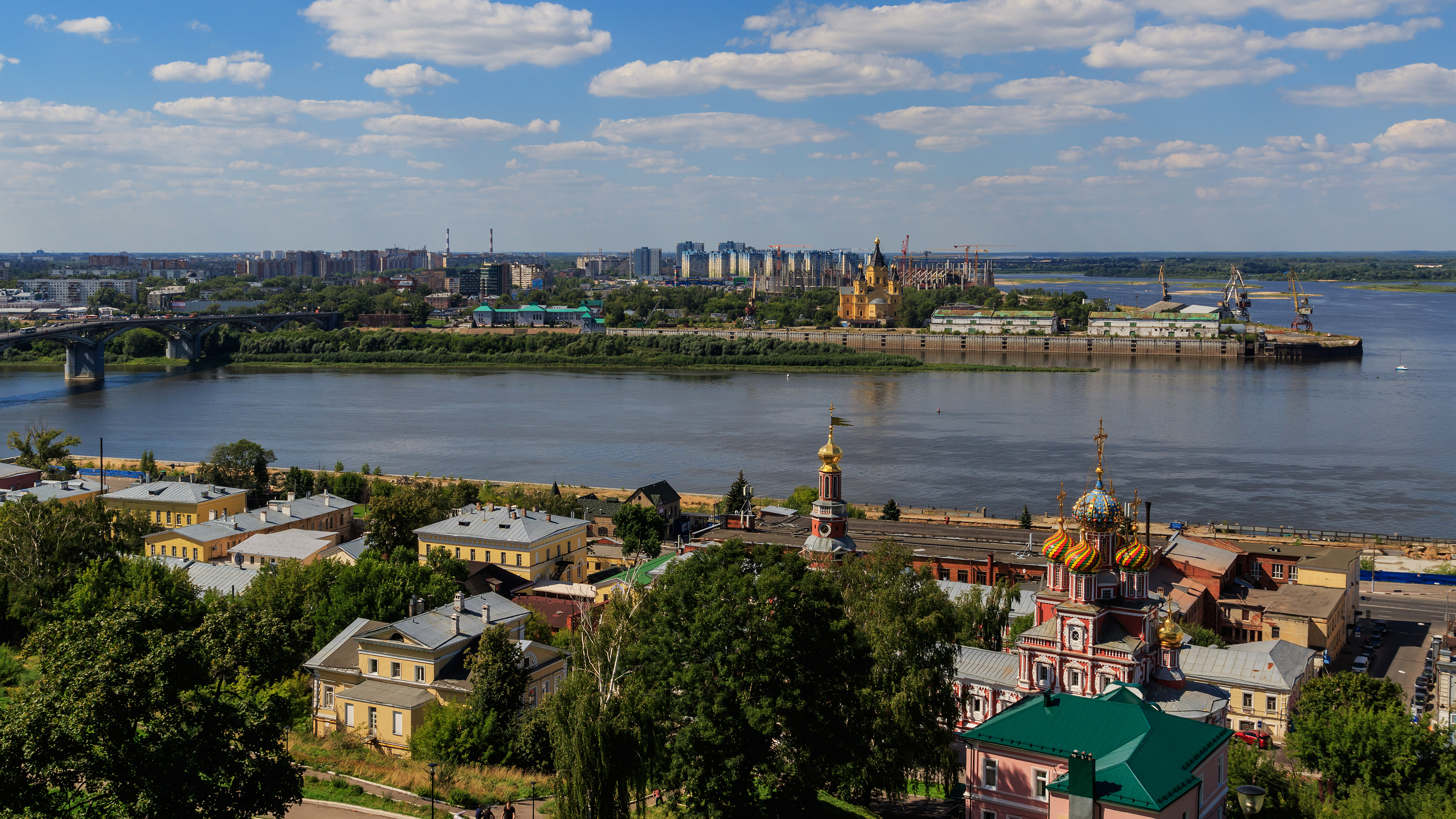
Nižnij Novgorod

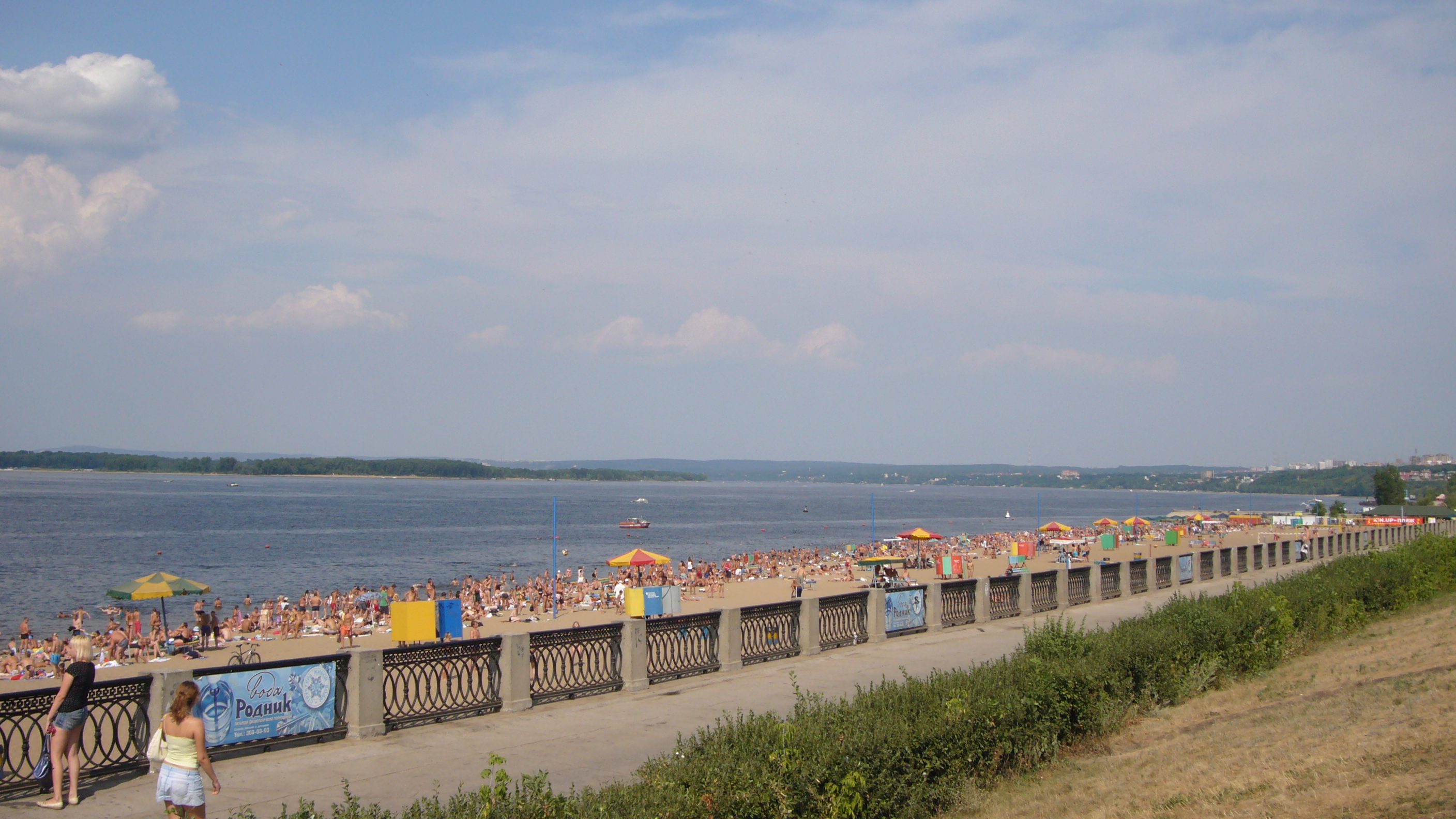
Samara

Volha se svými přítoky a průplavy byla a je důležitou dopravní tepnou, která protéká následujícími městy (po proudu):
| - Ržev - Tver - Dubna - Kimry - Rybinsk - Jaroslavl - Kostroma - Kinešma - Nižnij Novgorod - Bor - Kstovo - Čeboksary - Zelenodolsk | - Kazaň - Uljanovsk (Simbirsk) - Togliatti - Samara - Syzraň - Balakovo - Saratov - Marks - Engels - Kamyšin - Volgograd - Volžskij - Astrachaň |

### Turistika

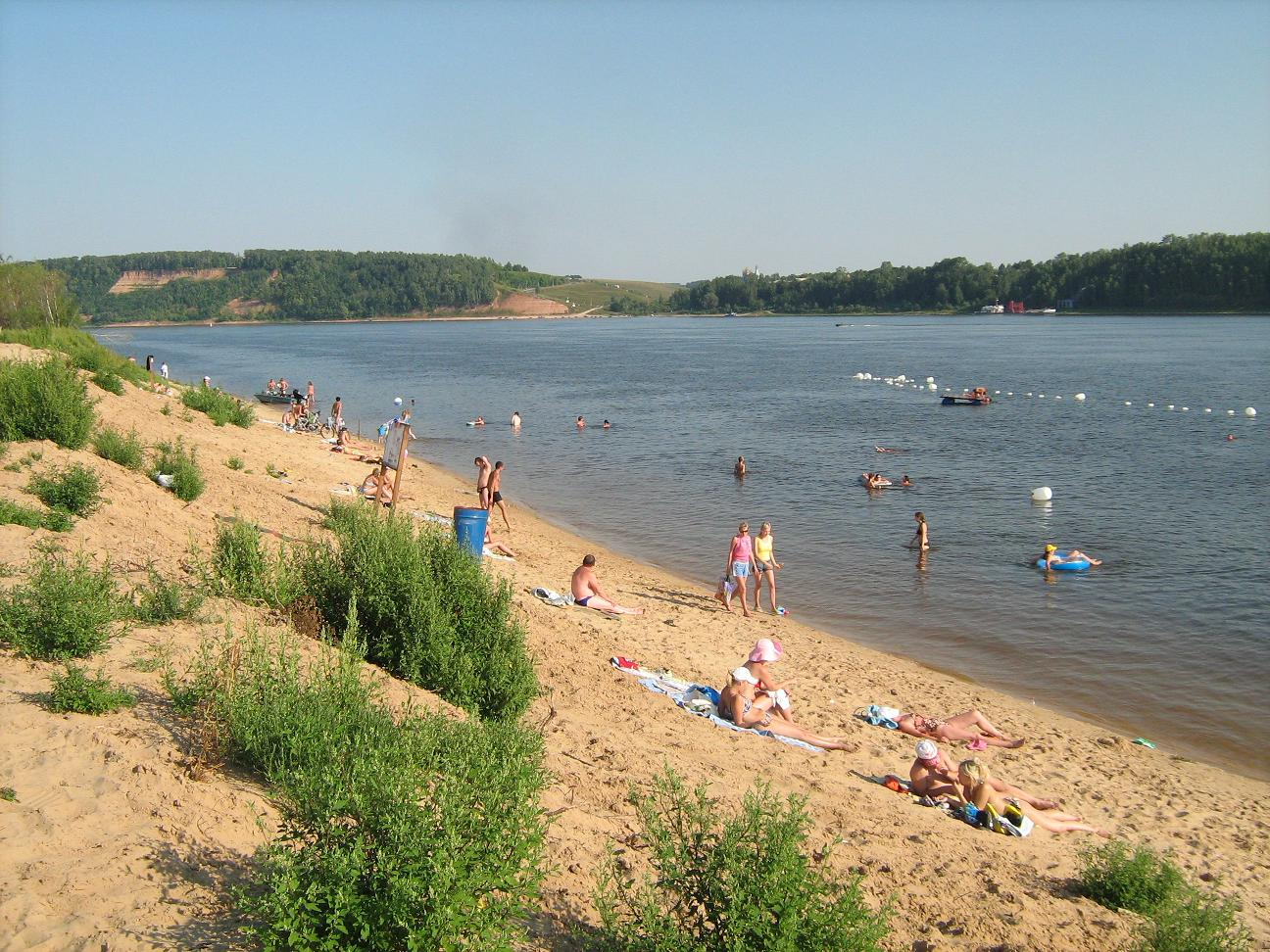
Pláž na Volze u města Kstovo

Koupání u Volhy je v létě příjemné, písek je rozpálený, voda chladivá (okolo 25 °C). Koupání „na Adama“ je poměrně běžné. Na rozdíl od západních letovisek není nutné používat oplocených nudistických pláží.

### Fauna
V řece žije přibližně 70 druhů ryb, z nichž 40 má průmyslový význam. Nejdůležitější jsou plotice obecná kaspická, sledi, cejn velký, candáti, kapr obecný, sumec velký, štiky, jeseteři (jeseter malý).

## Historie
Úrodná oblast podél dolního toku Volhy byla zřejmě osídlena už od pravěku. Někteří badatelé pokládají dolní Povolží za pravěkou kolébku indoevropských národů.

### Středověk
Od 8. století sloužila i se svými přítoky jako součást tržní cesty mezi Východem a Západem. Ze Střední Asie se dovážely tkaniny, kovy a opačným směrem kožešiny, vosk a med. Na Volze ležela i hlavní sídla říše Chazarů a později významná obchodní a politická centra, například Velikij golgat (dnes Bolgary v tatarštinu), od 8. do 15. století sídlo Volžských Bulharů, dále Saraj, hlavní město Zlaté hordy (nedaleko Volgogradu) nebo Itil/Astrachaň. Další významná centra byla Novgorod, Rostov, Sundal, Murom. Od 11. století význam trhů slábnul a ve 13. století mongolsko-tatarské nájezdy narušily hospodářské vztahy kromě povodí horního toku řeky, kde hrály významnou roli Novgorod, Tver a města Vladimiro-Suzdalské Rusi. Od 14. století význam trhů opět rostl. Šlo o centra Kazaň, Nižnij Novgorod, Astrachaň.

### 16.–18. století
Území bylo dobyto Ivanem Hrozným v polovině 16. století, kdy Rusko postupně ovládlo i dolní tok Volhy a odtud zahájilo expanzi do Sibiře. Jednu z epizod této expanze v 17. století líčí i příběhy o kozáckém náčelníkovi Stěnkovi Razinovi a zejména populární píseň "Volga, Volga, mať rodnaja". Celý vodní systém Volhy se tak po dobytí Kazaňského a Astrachaňského chanátu dostal pod kontrolu Ruska. Trh vzkvétá a vznikají nová města (Samara, Saratov, Caricyn) a roste význam stávajících (Jaroslavl, Kostroma, Nižnij Novgorod). Po řece v té době pluly dlouhé karavany lodí čítající až 500 plavidel.

### 19. století
V 19. století doznal trh na řece velkého rozvoje na což mělo vliv dokončení Mariinské vodní cesty, jež spojila povodí Volhy a Něvy v roce 1808, vznik velké říční flotily, první parník (1820) a práce 300000 burlaků na řece. Převáželo se obilí, sůl, ryby a později také ropa a bavlna. Velký význam měly jarmarky v Nižním Novgorodě a obilní burza v Rybinsku.

### 20. století
Během ruské občanské války na řece došlo k několika bitvám, v nichž řeka měla velký strategický význam. V roce 1918 to byly bitvy Rudé armády s československými legionáři (bitva u Lipjag) a s bělogvardějci a v roce 1919 s Kolčakem a Děnikinem. Během 2. světové války proběhla na pravém břehu řeky v letech 1942–1943 bitva u Stalingradu.

## Zajímavosti
V roce 2018 byl vědecky popsán nový druh sauropodního dinosaura jménem Volgatitan simbirskiensis, jehož zkamenělé obratle byly objeveny na březích řeky nedaleko města Uljanovsk. V doslovném překladu znamená rodové jméno dinosaura "titán od (řeky) Volhy", druhové pak odkazuje ke staršímu názvu Uljanovsku, tedy jménu Simbirsk.